# فمینیسم کارسرال
فمینیسم کارسرال نوعی اندیشه است که از افزایش احکام زندان طرفداری می‌کند و با مسائل فمینیستی و جنسیتی سروکار دارد. این عقیده به حل مسایلی مثل مجازات‌های شدید و طولانی زندان کمک می‌کند. عبارت "فمینیسم حرکتی" توسط جامعه‌شناس فمینیست الیزابت برنشتاین در مقاله خود در سال ۲۰۰۷ "ابداع شد. برنشتاین با بررسی جنبش معاصر مبارزه با قاچاق کالا در ایالات متحده، اصطلاحی را برای توصیف نوعی از فعالیت‌های فمینیستی معرفی کرد که انواع کارهای جنسی را قاچاق جنسیت می‌داند. وی این اقدام را یک مرحله واپس گرایانه می‌داند که، پیشنهاد می‌کند حقوق کارگران جنسی از بین می‌رود، و تمرکز دیگر موضوعات مهم فمینیستی را برطرف می‌کند و برنامه نئولیبرال را گسترش می‌دهد. برنشتاین این تحلیل را گسترش داد تا نشان دهد که چگونه فمینیسم بطور کلی به وسیله ای برای سیاست تنبیه در ایالات متحده و خارج از کشور تبدیل شده‌است.

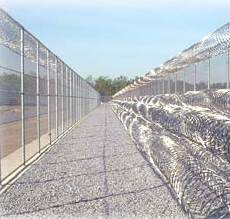

## سابقه
برنشتاین استدلال کرد که حمایت فمنیستی از قوانین ضد قاچاق که فحشا را با قاچاق رابطه جنسی یکی می‌داند، تلاش‌های کارگران جنسی در دهه‌های گذشته برای سازماندهی حقوق خود را کاهش داده‌است، در عوض جرم انگاری آنها را تقویت کزده است. مسیحیان انجیلی این تعهد را نسبت به قانون و نظم در گزارش برنشتاین دارند و بعداً، برنشتاین اتحاد خود را به تغییر سیاسی و اقتصادی گسترده‌تر در ایالات متحده از یک دولت رفاهی توزیع مجدد به یک " حیاتی " نسبت دادکه جرم انگاری و حبس را پرورش می‌دهد. او استدلال کرد که هم از نظر فمنیست‌ها و هم از مسیحیان انجیلی، سیاست جنسیت و توجه را از خانواده (به ترتیب مسائل مربوط به کتک زدن و سقط جنین) به سمت خارج از حوزه عمومی (یعنی قاچاق جنسیت) سوق داده و در این تغییر، جنبش ضد قاچاق با سیاست‌های نئولیبرال را به هم پیوند داده. در مقاله وی، "سیاست کارسرال به عنوان عدالت جنسیتی هست ؟" برنشتاین با استفاده از قضیه جنبش مبارزه با قاچاق کالا، این تحلیل را گسترش داد و نشان داد که چگونه فمینیسم به‌طور کلی به وسیله ای برای سیاست مجازات در آمریکا و خارج از کشور تبدیل شده‌است.

## سایر دامنه‌ها
دانشمندان فمینیسم مسیر فعالیت فمینیستی را در حوزه‌های دیگر نیز به همین ترتیب توصیف کرده‌اند. برای مثال، در مطالعات خود دربارهٔ مبارزات فمینیستی پیرامون مسائل مربوط به خشونت خانگی و حمله جنسی، جامعه‌شناس بت ریچی و تئوریسین سیاسی کریستین بومیلر توسعه جنبش ضد خشونت فمینیستی در ایالات متحده از تمرکز اصلی خود در تحول اجتماعی تا اتکای تقریباً همه گیر خود در قانون و اجرای قانون امروز دنبال می‌کند. روند مشابه خارج از زمینه ایالات متحده توصیف شده‌است - به عنوان مثال، میریام تیکتین اظهار داشت که احساسات ضد مهاجر در مبارزات فمینیستی علیه خشونت جنسی در فرانسه به کنترل مرزها و سایر انواع پلیس کمک کرده‌است.

## انتقادات فعالان و بحث‌های رسانه ای
فعالان نیز این شیوه فمینیسم را به چالش کشیده‌اند. فمینیست‌های درگیر در جنبش براندازی زندان، به ویژه، از اتحاد فمینیستی با زندان‌ها و پلیس انتقاد کرده‌اند. سازمان فعال ملی Incite! به عنوان مثال، زنان رنگین‌پوست در برابر خشونت ، در سال ۲۰۰۰ با این دلیل که از سیستم عدالت کیفری حمایت می‌کند، تشکیل شد، اما آسیب‌های بیشتری را برای زنان، افراد همجنس‌گرا و ترنس‌ها که خشونت بین فردی را تجربه می‌کنند، ایجاد می‌کند. از زمان معرفی آن در سال ۲۰۰۷، اصطلاح «فمینیسم حشره ای» توسط فعالان برای انتقادات اینچنینی به کار رفته‌است و به بحث و گفتگو در مجامع رسانه ای مانند توییتر و و وکس راه یافته‌است.

## خشونت جنسی و خانوادگی
با توجه به گزارش‌های اتحادیه ازادی‌های مدنی آمریکا ۷۹٪ از زنان در زندان‌های ایالتی و فدرال از آزار جسمی و بیش از ۶۰٪ از آزار جنسی در گذشته‌اند، و علاوه بر این، "۹۰٪ از زنان در زندان امروز به جرم قتل مردان زندانی هستند ". این بدان معنی است که بسیاری از زنانی که در زندان هستند، قربانی خشونت جنسی هستند که ممکن است مرتکب جنایاتی شده باشند که به دلیل خشونت جنسی مورد تجدید نظر قرار گرفتند. جنبش فمینیستی به سمت حل این مسئله و مبارزه با جرم انگاری و حبس زنانی که قربانی خشونت جنسی و خانوادگی هستند، پیش می‌رود.
ابتکاری که برای کمک به روشن کردن و کمک به این بی عدالتی‌ها ایجاد شده، سازمان نجات یافته و مجازات شده که در سال ۲۰۱۵ آغاز شد. این سازمان اذعان می‌کند که بسیاری از این زنان، زنان تراجنسیتی و افراد هم جنس باز خشونت جنسی و / یا خانگی را تجربه کرده‌اند. در بسیاری از موارد، این سابقه خشونت جنسی می‌تواند دلیل بر جرم آنها باشد. این سازمان همچنین توضیح می‌دهد که چگونه بسیاری از این افراد پس از زندان در معرض خشونت جنسی یا آزار و اذیت بیشتر توسط محافظین یا افراد دیگر قرار دارند. این سازمان به دنبال کمک به زنانی است که در برابر آزار جنسی از خود دفاع کرده‌اند و مرتکب جرمی شده‌اند. همچنین شرایطی وجود دارد که زنان مجبور می‌شوند که به عنوان یک همدست عمل کنند. به‌طور کلی، این سازمان به دنبال اصلاح سیستمی است که به اعتقاد آنها گروه‌های اقلیت، افراد رنگین‌پوست و زنان را به اشتباه هدف قرار داده‌است.

ACLU توضیح می‌دهد که "میانگین مجازات زندان مردانی که شریک زندگی خود را می‌کشند ۲ تا ۶ سال است. زنانی که شریک زندگی خود را می‌کشند به طور متوسط به ۱۵ سال محکوم می‌شوند، حتی اگر دلیل انها برای این جنایت محافظت از خود باشد " این بدان معناست که هنگامی که در بسیاری از موارد، این جرم پاسخی به خشونت شریک زندگی آنها بود، زنان به همان جنایت تحت پیگرد قانونی قرار می‌گیرند. بر اساس این آمار متوجه می‌شویم که نابرابری جنسیتی وجود دارد. این اشاره به این احتمال دارد که فمینیسم وحشی ممکن است منجر به افزایش رنج و آزار و اذیت قشر ضعیف جامعه شود.
نمونه دیگری از چگونگی تأثیر فمینیسم حشره ای بر گروه‌های اقلیت را می‌توان از طریق بررسی پرونده " The Central Park Five " مشاهده کرد، در سال ۱۹۸۹، پنج نوجوان آمریکایی آفریقایی‌تبار و آمریکای لاتین به جرم تجاوز وحشیانه تریشا میلی در مرکز نیویورک دستگیر و محکوم شدند. همه آنها از ۶ تا ۱۳ سالبه زندان محکوم شدند با این وجود، با پیشرفت تکنولوژی و افزودن شواهد DNA، مشخص شد که تنها عامل تجاوز جنسی ماتیاس ریز بوده‌است، به این معنی که پنج مرد دیگر بی گناه بوده‌اند. این موردی است که به دلیل مجازات‌های سنگین کیفری و مجازات‌های مرتبط با موارد تجاوز جنسی، می‌تواند منجر به آزار و اذیت افراد بی گناه شود. بعلاوه، در این صورت، قشر ضعیف می‌توانند تحت تأثیر مجازاتهای سختگیرانه ای که فمینیسم حشره ای از آنها حمایت می‌کند، تأثیر منفی تری بگذارند.